# Ferdinand Hubert
Ferdinand Hubert, var en belgisk bobåkare. Han deltog vid olympiska vinterspelen 1928 i Sankt Moritz och placerade sig på plats nummer 16.